# Щуцький Борис Йосипович
Шуцький Борис Йосипович (зустрічається Шуцький, Щуцкой, до 1906 Плакса) (*11 квітня 1870,  м. Олександрія Херсонської губернії — † 9 квітня 1964, м. Бордо, Франція) — генеральний значковий Армії Української Держави, виконував обов'язки військового міністра в Українській Державі (1918).

## Життєпис
Походив з українського роду Плакса. Закінчив військове училище — Нижегородський кадетський корпус. На військовій службі з 1887 року. 1889 року закінчив Друге Костянтинівське училище, випущений в 12-ту артилерійську бригаду, згодом — в 29-й артилерійській бригаді. 1892 — поручик, 1896 — штабс-капітан.
1899 року по 1-му розряду Миколаївську академію Генерального штабу, капітан, перебував при Віленському військовому окрузі. Протягом 1901—1902 років відбував цензове командування ротою в 170-му піхотному Молодечненському полку. В 1901—1903 роках — старший ад'ютант штабу 43-ї піхотної дивізії, у березні-серпні 1903-го — помічник старшого ад'ютанта штабу Віленського військового округу. З серпня 1903 по березень 1904-го — штаб-офіцер для доручень там же, з березня по жовтень 1904 року — старший штаб-ад'ютант штабу дивізії. У грудні 1903 року присвоєне чергове звання підполковника.
Брав участь в російсько-японській війні. З жовтня 1904 по 1 травня 1906 року — правитель канцелярії управління начальника військових повідомлень 2-ї Маньчжурської армії. По поверненні з Маньчжурії, змінив батьківське прізвище Плакса на материнське Шуцький. Вийшовши в запас, працював у міністерстві фінансів.
1909 року відбував цензове командування батальйоном в 52-му Віленському піхотному полку. З лютого 1913 року — командир 42-го Сибірського стрілецького полку.
1914 року повернувся до армії, брав участь у Першій світовій війни. З лютого 1915-го — при штабі 1-ї армії. В грудні 1916 — генерал-майор, начальник 3-ї Кавказької стрілецької дивізії. За бойові дії нагороджений орденом Святого Георгія IV ступеня та Георгіївською зброєю.
У 1918 працював у міністерстві фінансів Української Держави. З 23.11.1918 р. — генеральний значковий, протягом місяця виконував обов"язки Військового міністра Української Держави (до 14.12.1918 р.).
Наприкінці грудня 1918-го виїхав до Одеси. Протягом 1919—1920 років — у резерві чинів Збройних Сил Півдня Росії та Російської армії Врангеля. У подальшому — білоемігрант. Автор кількох книг на військову тематику та декількох збірок оповідань російською мовою, виданих в 1930-х роках в Естонії.
Спочатку проживав у місті Таллінні, а згодом переїхав до Франції. Помер у Бордо та похований на місцевому цвинтарі.

## Твори
- «Рок» (оповідання) (Таллінн, 1934),
- «Бой» (оповідання) (Бордо, 1937),
- «Суд» (роман) (Бордо, 1937),
- «Быль» (в двох частинах) (Бордо, 1938).

## Нагороди
- Орден Святого Станіслава 3 ступеня — 1896
- Орден Святої Анни 3 ступеня — 1903
- Орден Святого Станіслава 2 ступеня — 1905
- Орден Святої Анни 2 ступеня з мечами — 1905
- орден Святого Володимира 4 ступеня — 1905
- орден Святого Володимира 3 ступеня — 1910
- Георгіївська зброя — за взяття 22 жовтня 1914 року укріплень біля села Вишинен
- орден Святого Георгія IV ступеня — за бої біля села Прасниш 22-23 листопада 1914 року
- Орден Святого Станіслава 1 ступеня — 1915
- Орден Святої Анни 1 ступеня — 1916